# Samantha Cooper
Pour les articles homonymes, voir Cooper.
Samantha Cooper (née le 19 mars 1995 à Sudbury) est une joueuse de basket-ball canadienne évoluant au poste d’intérieure.

## Biographie

### Carrière en club
| Saisons          | Équipe                            | Pays       |
| 2018 – 2019      | BBC Grünewald Hostert Niederanven | Luxembourg |
| 2019 – 2020      | Wetterbygden Basketball Huskvarna | Suède      |
| 2020 – fév. 2021 | PAS Giánnina                      | Grèce      |
| fév. 2021 – 2021 | Tarbes Gespe Bigorre              | France     |
| 2021 – 2022      | PAS Giánnina                      | Grèce      |
| 2022 – 2023      | Szeviép Szeged                    | Hongrie    |
| 2023 – 2024      | Rutronik Stars Keltern (en)       | Allemagne  |
| 2024 – …         | Celta de Vigo                     | Espagne    |